# 脱脱迷失-帖木儿战争
脱脱迷失-帖木儿战争（Tokhtamysh–Timur war），是指金帐汗脱脱迷失与帖木儿于1380至90年间在南俄，高加索及中亚的战争。这两位突厥化蒙古人也想成为中亚首领。

## 背景
脱脱迷失在1370年代在帖木儿帮助下打败原白帐汗兀鲁思。后来统一金帐与白帐。他在1382年打败莫斯科公國，1383年打败立陶宛大公國。之后不愿意再臣服帖木儿。并入侵伊朗、中亚。

## 战争
伊儿汗国在不赛因死后大乱。在波斯出现权力真空，帖木儿1385年入侵赫拉特，呼罗珊与伊朗东部。同年脱脱迷失入侵大不里士与阿塞拜然。1389年到1391年，他们在昆都尔察河谷大战，脱脱迷失被击败，撤回钦察草原，1395年入侵失儿湾。同年4月15日在捷列克河之战，再败，汗国首都与阿斯特拉罕被焚毁。

## 之后
脱脱迷失打败后，被那颜也迪古赶走，逃亡乌克兰的立陶宛大公维托夫特处。帖木儿找帖木儿·忽格鲁特与也迪古代替他。脫脫迷失在1406年于西伯利亚秋明被杀，也迪古13年后也被杀，金帐汗国一蹶不振，分裂为喀山汗国、诺盖汗国、卡西莫夫、克里米亚汗国、阿斯特拉罕汗国。大帐越来越弱。1480年俄国独立，1502年克里米亚攻下大帐。后来俄国吞并小汗国，1783年合并克里米亚（原本他们受鄂图曼帝国保护）。